# Aeródromo Colorado
El Aeródromo Colorado (OACI: SCSK) es un terminal aéreo ubicado junto a la ciudad de San Clemente, Provincia de Talca, Región del Maule, Chile. Es de propiedad privada.